# FMW Frankfurter Musikwerkstatt
Die FMW Frankfurter Musikwerkstatt – Musikakademie für Jazz und Populäre Musik wurde im Jahr 1984 von Jazzmusikern und Pädagogen als „Schule für Jazz und Popularmusik“ in Frankfurt am Main gegründet. Sie ist eine private Berufsfach- oder Ergänzungsschule und ermöglicht einen Abschluss als „staatlich anerkannter Berufsmusiker und Instrumentalpädagoge für Jazz und Popularmusik“.

## Hintergrund
Als erste Einrichtung dieser Art in Deutschland kann die FMW seit 1993 den vom hessischen Ministerium für Wissenschaft und Kunst staatlich anerkannten Abschluss als Instrumentalpädagoge und Berufsmusiker vergeben. Seit der staatlichen Anerkennung hat sich die FMW Frankfurter Musikwerkstatt als berufsbildende Privatinstitution für Jazz und Populäre Musik in Deutschland etabliert. Die Schule gehört als Mitglied der International Association of Schools of Jazz (IASJ), der International Association of Jazz Education (IAJE) und der Union Deutscher Jazzmusiker (UDJ) an.
Mittlerweile (Stand 2022) haben mehr als 300 junge Musikerinnen und Musiker aus dem In- und Ausland das Studium an der FMW absolviert.

## Lehre
Ziel der Ausbildung ist es, Berufsmusiker heranzubilden, die mit der integrierten pädagogischen Ausbildung befähigt werden, in demselben Maße professionell zu unterrichten, mit dem sie als Musiker aktiv sind.

### Organisation
Sämtliche Lehrveranstaltungen der FMW werden in Blockwochen angeboten, die alle 2 Wochen stattfinden. Jedes Semester dauert 6 Monate und umfasst insgesamt 9 Blockwochen zuzüglich einer Prüfungswoche für den Studiengang. Die genauen Blockwochentermine und der dafür gültige Stundenplan werden vor Semesterbeginn festgelegt. Hinsichtlich der Ferien gelten die Bestimmungen der FMW. Der Studiengang, das Vorstudium und die Kurse der Allgemeinen Schule können zum Sommer- oder Wintersemester begonnen werden. Die Eignungsprüfung zum 8-semestrigen Studium findet am Ende des vorangehenden Semesters statt. Dauer Sommersemester: 01.04. – 30.09., Dauer Wintersemester: 01.10. – 31.03.

### Vorstudium
Ein ein- oder mehrsemestriges Vorstudium mit prüfungs- und ausbildungsrelevanten Inhalten soll Interessenten profunde Vorkenntnisse vermitteln, die für ein erfolgreiches Durchlaufen des Studiums notwendig sind. Das Vorstudium gilt als vorbereitende Maßnahme zur Berufsausbildung und ist von den entsprechenden Ämtern (Kranken- und Familienkasse, staatliches Schulamt etc.) als solche anerkannt.

### Studium
Das 8-semestrige Studium zum Berufsmusiker und Instrumentalpädagogen für Jazz und Popularmusik wird, wie alle FMW-Veranstaltungen, in Blockwochen angeboten. Der Studienplan umfasst a) Künstlerische Kernfächer in Theorie und Praxis (z. B. Songwriting, Gehörbildung, Harmonielehre, Arrangement, Transkription, Rhythmik, Pop Ensemble, Big Band, Jazz- und Popgeschichte) b) Musikpädagogische Kernfächer (z. B. Pädagogik, Allgemeine Jazzdidaktik, Fachmethodik) sowie c) Grundlagen Musikbusiness. Ergänzt wird das Studienangebot durch Workshops in den Bereichen Guest Artist, Studiopraxis und Musikbusiness. Das Instrumentalhauptfach kann frei gewählt werden, ebenso der Schwerpunkt Pop oder Jazz – von den thematisch ungebundenen Projektensembles bis hin zum Programm des Examenskonzertes. Für Pianisten ist das Instrumentalnebenfach frei wählbar, für alle anderen ist Piano oder Gitarre verpflichtend.
Zulassungsvoraussetzungen sind ein höherer oder mittlerer Bildungsabschluss sowie die künstlerische Eignung, die in einer Aufnahmeprüfung festgestellt wird. Hierbei soll bei der Eignungsprüfung mit dem Schwerpunkt „Jazz“ über zwei Jazzstandards unterschiedlicher Stilistiken improvisiert werden, ein Stück freier Wahl vorgespielt und ein Vom-Blatt-Spiel vorgetragen werden. In der Eignungsprüfung mit Schwerpunkt „POP“ sollen die vorgetragenen Stücke dem Gesamtspektrum der Popmusik entstammen. Statt einem dritten Stück wird zum Test von Formgefühl, musikalischer Auffassungsgabe, Spontaneität, Interaktionsvermögen eine kurze „Jamsession“ durchgeführt. Die praktische Prüfung bezieht sich nur auf das Instrumental-Hauptfach. Im Nebenfach erfolgt keine Eignungsprüfung. Anschließend wird Jazztheorie geprüft. Für die Aufnahme zum Studium gilt keine Altersbeschränkung. Die vierjährige Berufsausbildung an der FMW Frankfurter Musikwerkstatt ist gem. § 2 Abs. 2 BAföG in den Förderungsbereich nach dem BAföG einbezogen.

### Allgemeine Schule
Hierbei handelt es sich um ein Kursprogramm für Jugendliche und Erwachsene, die im Instrumental- und Ensemblebereich eine Weiterbildung suchen. Der Kurs besteht aus Instrumental- und Ensembleunterricht, der in Blockwochen angeboten wird.

## Bekannte Absolventen
- Kathrin Lemke
- Matthias Vogt
- Frederik Ehmke

### Bekannte Dozenten
Die Dozenten setzen sich aus hochqualifizierten Musikern und Pädagogen zusammen. Hier ein Auszug aktueller tätiger und ehemaliger bekannter Dozenten:
- Daniel Guggenheim, Saxophon, Ensemble, Jazztheorie
- Bernhard Sperrfechter, Gitarre, Jazztheorie, Sightreading
- Daniel Stelter, Gitarre, Ensemble, Jazztheorie, Komposition
- Dom Um Romao, Gründungsmitglied
- Peter Giger, Gründungsmitglied
- Heinz-Dieter Sauerborn, Saxophon, Ensemble
- Georg Boeßner, Klavier, Ensemble
- Ralf Cetto, Kontrabass, Elektrobass, Ensemble